# 서대전초등학교
서대전초등학교는 대한민국 대전광역시 중구 용두동에 있는 공립 초등학교이다.

## 학교 연혁
- 1945년 5월 15일 개교
- 1958년 10월 1일 대전문화국민학교 분리
- 1969년 9월 15일 대전태평국민학교 분리
- 1988년 3월 31일 체육관 준공
- 1992년 3월 1일 대전오류국민학교 분리
- 2003년 2월 3일 ICT모둠학습실 완공(학년당 1학급)
- 2003년 8월 31일 1동 교사(복도, 교실바닥, 창틀)대수선 공사 완공
- 2007년 10월 31일 급식실 신축 완공(450석 규모)
- 2007년 12월 31일 운동장 정비 및 주차장 시설 완비
- 2008년 1월 31일 체육관 대수선
- 2008년 11월 10일 인조잔디 운동장, 우레탄 트랙 완공, 탁구부 창단
- 2009년 1월 20일 학교도시 공원화사업완료(대전시 지원)
- 2018년 5월 15일 체육관 리모델링 완공
- 2020년 2월 20일 제72회 졸업식(총 졸업생 25,788명)

## 참고 자료
- 서대전초등학교 - 한국교육학술정보원 학교알리미